# Coelogyne calcicola
Coelogyne calcicola är en orkidéart som beskrevs av Arthur Francis George Kerr.
Coelogyne calcicola ingår i släktet Coelogyne och familjen orkidéer. Inga underarter finns listade i Catalogue of Life.